# 大伯森斯泰因山

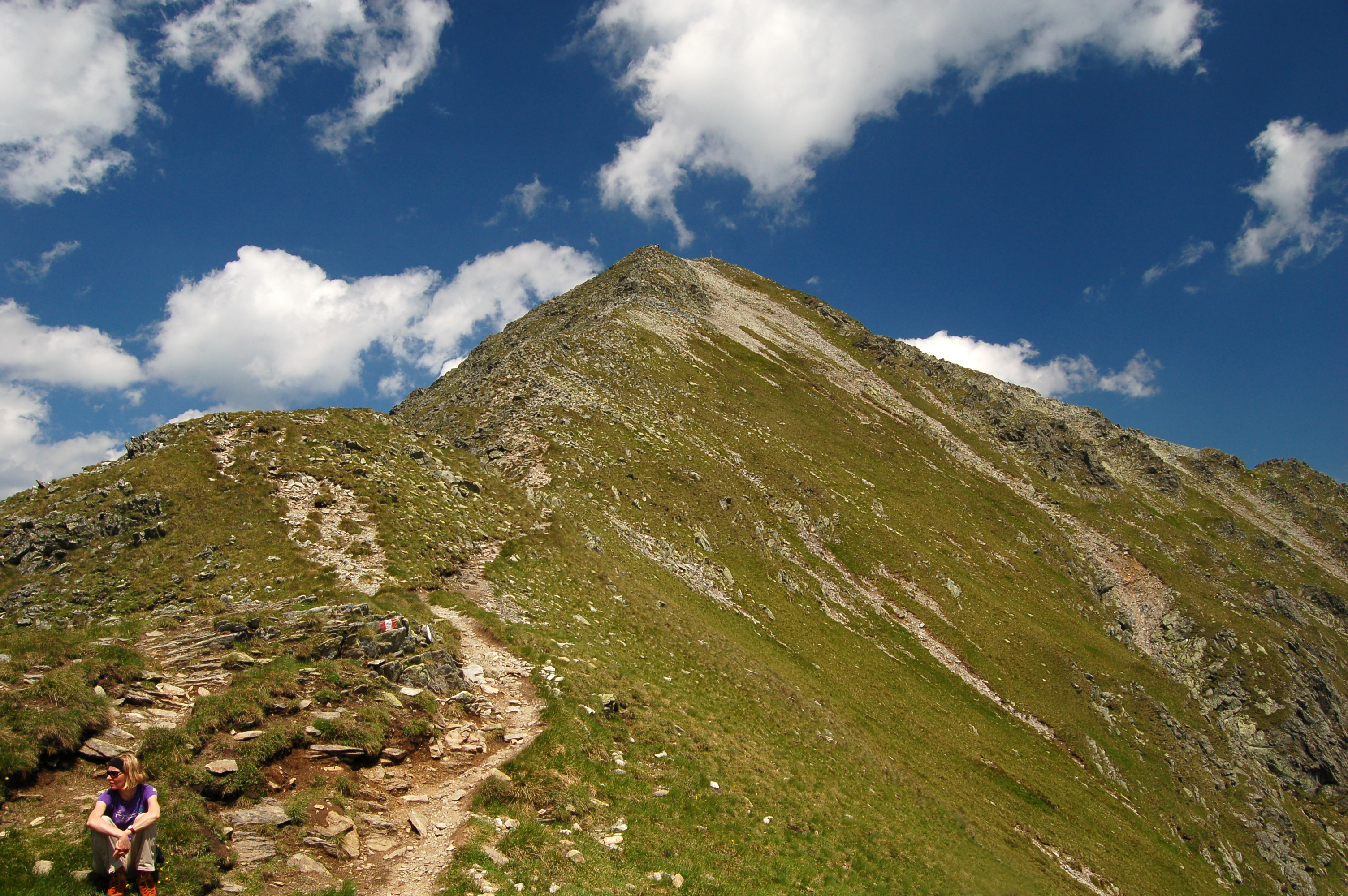

47°27′N 14°24′E / 47.450°N 14.400°E
大伯森斯泰因山（德語：Großer Bösenstein），是奧地利的山峰，位於該國東南部，由施泰爾馬克州負責管轄，屬於下陶恩山脈的一部分，海拔高度2,448米，每年平均降雨量1,759毫米。